# Bringing Assad to Justice
Pour plus de détails, voir Fiche technique et Distribution.
Bringing Assad to Justice est un film documentaire irlandais d'Anne Daly et Ronan Tynan sorti en octobre 2021,.

## Synopsis
Depuis le début de la révolution puis de la guerre civile syrienne, journalistes et défenseurs des droits humains ont documenté les crimes et exactions commis par les différents partis au conflit,. Le film documente également la manière dont le régime de Bachar el-Assad et son allié russe  tentent de déformer les preuves et de transformer les victimes en auteurs.

## Fiche technique
- Titre : Bringing Assad to Justice
- Réalisation : Anne Daly et Ronan Tynan
- Montage : Kevin Cooney
- Pays : Irlande
- Durée : 150 minutes

## Diffusion
Bringing Assad to Justice est diffusé à Berlin puis est disponible en ligne, pour être regardé en streaming, sur le site internet officiel du documentaire,.